# صاریغ‌های چهارچشم
صاریغ‌های چهارچشم با عنوان کامل‌تر صاریغ‌های چهارچشم خاکستری و سیاه (نام علمی: Philander) سرده‌ای از صاریغ‌های عضو تیره دوزهدانیان هستند. ویژگی‌های این گروه عبارتند از کیسه‌های به خوبی شکل‌گرفته و بارز و نیز نداشتن مو بر روی دم (به استثنای ۵–۶ سانتی‌متر نزدیک به سطح) است. اعضای این سرده رابطه نزدیکی با سرده دوزهدان‌ها دارند، ولی کوچک‌جثه‌تر از آن‌ها هستند.
- سردهٔ Philander
  - صاریغ چهارچشم اندرسن (Philander andersoni)
  - صاریغ چهارچشم دلتا (Philander deltae)
  - صاریغ چهارچشم جنوب‌شرقی (Philander frenatus)
  - صاریغ چهارچشم مک‌ایلنی (Philander mcilhennyi)
  - صاریغ چهارچشم موندولفی (Philander mondolfii)
  - صاریغ چهارچشم اولروگ (Philander olrogi)
  - صاریغ چهارچشم خاکستری (Philander opossum)